# Klincy
Klincy (rusky Клинцы) je město na západě evropské části Ruské federace na řece Turosně, asi 500 km jihozápadně od Moskvy. Má 61 515 obyvatel (2013), s předměstím 69 159 a je správním střediskem Klincovského rajonu. Město je obchodním a hospodářským centrem jihozápadní části Brjanské oblasti a důležitým dopravním uzlem, leží na železniční trati Brjansk – Homel, a jen několik kilometrů od mezinárodní silnice M 13 Brjansk – hranice Běloruska. Nejdůležitějším průmyslovým podnikem ve městě je závod na výrobu jeřábů, třetí největší v Rusku.

## Partnerská města
- Kjustendil, Bulharsko